# Dictyophleba
Genre
Dictyophleba est un genre de plantes à fleurs de la famille des Apocynaceae.

## Liste d'espèces
Selon Catalogue of Life (20 janvier 2018) :
- Dictyophleba leonensis (Stapf) Pichon
- Dictyophleba lucida (K.Schum.) Pierre
- Dictyophleba ochracea (K.Schum. ex Hall. fil.) Pichon
- Dictyophleba rudens Hepper
- Dictyophleba setosa B. de Hoogh
- Dictyophleba stipulosa (S.Moore ex Wernham) Pichon

Selon NCBI (20 janvier 2018) :
- Dictyophleba lucida

Selon The Plant List (20 janvier 2018) :
- Dictyophleba leonensis (Stapf) Pichon
- Dictyophleba lucida (K.Schum.) Pierre
- Dictyophleba ochracea (K.Schum. ex Hallier f.) Pichon
- Dictyophleba rudens Hepper
- Dictyophleba setosa B.de Hoogh
- Dictyophleba stipulosa (S.Moore ex Wernham) Pichon

Selon Tropicos (20 janvier 2018) (Attention liste brute contenant possiblement des synonymes) :
- Dictyophleba leonensis (Stapf) Pichon
- Dictyophleba lucida (K. Schum.) Pierre
- Dictyophleba ochracea (K. Schum. ex Hallier f.) Pichon
- Dictyophleba rudens Hepper
- Dictyophleba setosa de Hoogh
- Dictyophleba stipulosa (S. Moore ex Wernham) Pichon